# Drepanophorina argus
Drepanophorina argus är en djurart som tillhör fylumet slemmaskar, och som beskrevs av Stiasny-Wijnhoff 1936. Drepanophorina argus ingår i släktet Drepanophorina och familjen Drepanophoridae. Inga underarter finns listade i Catalogue of Life.